# رأس الهلال
رأس الهلال هي قرية في الجبل الأخضر في ليبيا، وهي تقع شرق مدينةدرنة بحوالي 40 كم

اتخذت منطقة رأس الهلال اسمها على الأرجح من شكل رأسها البحري الذي يشبه الهلال عندما تراه من أعلى الجبل.
تشتهر منطقة رأس الهلال بشيئين، أولهما شاطئها الأخضر حيث تلتقي الغابة مع البحر، والثاني هو شلالها الذي يقع على الجبل.

## الشاطئ
رغم امتداد الساحل الليبي حوالي 1900 كم، إلاّ أن شواطئه بعيدة غالباً عن أي غابات، لكن منطقة رأس الهلال تمثل استثناءً على ذلك، حيث أن الغابات قريبة جداً من البحر، ولذلك تعتبر هذه المنطقة من المناطق المفضلة للمصطافين في ليبيا .

## الشلال
يقع شلال رأس الهلال في أعلى الجبل على بعد حوالي 3.5 كم من الطريق الساحلي، ويعتبر منظره من المناظر الطبيعية الجميلة في ليبيا، وهو أيضاً مكان مرغوب فيه من قبل المصطافين، لكنه يعاني من عدة مشاكل، منها:
- كثرة المخلفات (القمامة) التي يتركها المصطافون هناك، بل أنهم يلقون كثيراً منها في مجرى الماء نفسه، مما يسبب تلوثاً في البيئة، وإساءة للمنظر العام!
- الطريق التي تصل إليه قديمة، وضيقة ، وهي متضررة إلى حد كبير .

كما أن بعض أماكن الشلال تقع على مرتفعات خطرة، ولذلك لا يُنصح لأي شخص بالذهاب منفرداً إلى هناك.